# Mat Madiro
Mathew Madiro (nacido el 30 de septiembre de 1991 en Honey Brook, Pennsylvania, Estados Unidos) es un baterista estadounidense con también nacionalidad italiana. Conocido principalmente por haber sido miembro de la banda Trivium.

## Biografía
Desde los 3 años, tomó las baquetas después de ver tocar a su padre y siguió tocando hasta ser un preadolescente, luego en la secundaria entró en una banda de percusión de su escuela y en la preparatoria ya lo tomó más en serio y aprendió varias cosas sobre la batería. Al graduarse, comenzó a enfocarse más en tocar la batería que en la banda escolar y comenzó como técnico de batería para Trivium y As I Lay Dying, donde conoció a Jordan Mancino.

## Carrera

### Trivium
Su primera actuación con Trivium fue el 5 de mayo de 2014 en Buffalo, Nueva York, debido a que Nick Augusto había sido despedido el día anterior, mientras que la banda aún estaba en gira como banda soporte de Volbeat. Trabajó durante dos años como técnico de batería para Trivium y no tenía ninguna experiencia como miembro de una banda, excepto las prácticas con algunas bandas locales de aficionados. Tuvo solo 24 horas para aprender todas las canciones para la próxima actuación. La primera lista de canciones que realizó incluye las siguientes canciones: Brave This Storm, Like Light To The Flies, Built To Fall, Strife, Black, Dying In Your Arms, Through Blood And Dirt And Bone, Down From The Sky e In Waves. El 7 de julio de 2014, la página web oficial del club de fanes Triviumworld lo anunció como miembro de tiempo completo. En el Mayhem Festival de ese año, tocó con Ray Luzier (Korn), Arin Ilejay (Avenged Sevenfold), Alex López (Suicide Silence) y Jerod Boyd (Miss May I). El 8 de diciembre de 2015, la página oficial de Trivium anunció la partida del baterista de la banda. En marzo de 2016, fue invitado por la banda From Ashes to New para tocar en algunos conciertos ya que su batería, Tim D'Onofrio se casaba.

## Discografía

### Trivium
- Silence in the Snow (2015)

### From Ashes to New
- Day One (2016)
- The Future (2018)
- Panic (2020)
- Blackout (2023)